# Ein Haus voll Liebe
Ein Haus voll Liebe ist ein deutsch-österreichischer Spielfilm aus dem Jahre 1954 von Hans Schweikart mit Gertrud Kückelmann und Michael Cramer in den Hauptrollen. Der Film basiert auf dem Theaterstück “Fräulein Fortuna” von Ladislaus Fodor.

## Handlung
Theaterdirektor Remming ist ein übellauniger Zeitgenosse, dessen Missmut sich wie Mehltau über seine Bühne legt. Besonders Bühnenbildner Paul bekommt seine schlechte Laune regelmäßig ab. Als dieser ein besonders kostspieliges Material für seine Dekoration bewilligt haben möchte, platzt Remming der Kragen, und er feuert seinen Chefdekorateur. Derweil herrscht in München Faschingsbetrieb, und während Paul sich auf dem Tiefpunkt seines Lebens wähnt, rollt gerade ein von ihm gestalteter und vom Publikum stark beachteter Faschingswagen eine Münchner Straßenstrecke entlang. In der Bar des Ballsaals vom Deutschen Theater der Isarmetropole trifft Paul auf seinen Kumpel Lutz, den hauseigenen Theaterfotografen. Beide sind derzeit total pleite. Nebenan unterhält sich gerade ein etwas älterer Herr namens Burkhardt, ein deutsch-amerikanischer Industrieller, mit einer gewissen Sybille. Diese Frau besitzt ein Modeatelier, das ein Ballkostüm für Burkhardts Tochter Marga bereitgestellt hat. Doch besagte Marga ist seit zwei Tagen spurlos verschwunden.
Pauls Stimmung hellt sich ein wenig auf, als er eine weibliche Person in einem interessanten Katzenkostüm sieht. Mit einem neckischen Spruch auf den Lippen will er bei der offensichtlich jungen Dame landen, doch sie zeigt ihm nicht nur die kalte Schulter, sondern die deutlich abweisenderen scharfen Krallen und kratzt ihn. Als Paul nach ihrem Namen fragt, sagt die Unbekannte mit der Katzenmaske, dass sie Mädy heiße. Bald macht dieses kleine Ereignis die Runde, und Modechefin Sybille und Herr Burkhardt glauben, dass sich in Wahrheit die verschwundene Marga hinter der Maske befinden müsse, denn für Marga war dieses Kostüm aus Sybilles Modesalon gedacht. Als jene angebliche Katzen-Mädy in leicht angetrunkenem Zustand die Balustrade des Festsaals entlang tänzelnd verschwindet, sorgt sie damit für reichlich Aufmerksamkeit unter den Faschingsgästen. Während Burkhardt und Sybille darüber grübeln, ob ihnen gerade Marga erneut entwischt ist, folgt Paul der „Katze“ und verlässt den Ballsaal.
Am nächsten Morgen, als Paul seinen Kater ausschläft, verschafft sich der Geldverleiher Eberhard Zugang zu dessen Schwabinger Wohnung. Er will von ihm endlich die geliehenen 2000 DM wiederhaben. Der entstehende Lärm führt dazu, dass Pauls Nachbar, der bärtige Musikus Billy, hinzukommt. Paul nutzt die Gunst des Moments und türmt aus seiner Wohnung heraus und in Billy hinein. Da in diesem Gebäude lauter mehr oder weniger junge Liebespaare leben, nennt man es auch das „Haus der Liebe“. Als Paul wenig später in seine eigenen vier Wände zurückkehrt, entdeckt er Mädy, wie sie in seiner Schlafnische kauert. Mit Mädy, in die er sich rasch verliebt, scheint sein Leben eine Wendung zu nehmen, denn Pauls Pechsträhne hat schlagartig ein Ende. So beginnt Paul zu glauben, dass es sich bei dem jungen Geschöpf um die fleischgewordene Göttin Fortuna handeln müsse. Auch die Probleme der Anderen lösen sich mehr oder weniger in Wohlgefallen auf: Pianist Billy hatte die ganze Zeit die verschollen geglaubte Marga, die er bereits aus New York kannte, bei sich aufgenommen, da auch sie ineinander verliebt sind. Neu-Nachbarin Mädy hilft Burkhardt, seine Tochter Marga wieder zu finden und gibt zu, das für Marga bestimmte Katzenkostüm, das sie ihr bringen sollte, kurzerhand selbst angezogen zu haben. Burkhardt wiederum, der das von Paul so dringend geforderte teure Baumaterial herstellt, zeigt sich als generös, was Paul seinen alten Bühnenjob wiederbringt. Am Ende gibt es zwei heiratswillige Pärchen.

## Produktionsnotizen
Ein Haus voll Liebe bzw. Glück ins Haus (in Österreich) entstand Mitte 1954 in den Filmateliers von Wien-Sievering sowie im deutschen Theater von München. Die Uraufführung fand am 10. September 1954 in Salzburg, die deutsche und Wiener Premiere war am 18. Februar 1955 in Köln.
Ein deutscher Alternativtitel lautet Das verliebte Haus. 
Walter Tjaden hatte die Produktionsleitung, Fritz Jüptner-Jonstorff gestaltete die Filmbauten, Elisabeth Urbancic die Kostüme und Ausstattung. Max Vernooij sorgte für den Ton.

## Kritik
Im Lexikon des Internationalen Films heißt es knapp: „Fröhlicher Unsinn, alte Scherze und Verwechslungspossen, mit leichter Hand neu arrangiert, wobei die Grenzen des bescheidenen Grundeinfalls bis an die Grenzen ausgedehnt werden.“